# 3D食物列印
3D食物列印是指利用積層製造（又稱加法製造）的技術生產處食品的過程。通常，會以食品級的注射器承裝列印原料，並透過食品級的噴嘴一層一層地列印出來。最先進的3D食物列印機可以預先載入食譜並讓使用者遠端地透過電腦、手機或其他科技產品來設計出自己專屬的食物。不管是形狀、顏色、口感、口味或營養成分都可以被完全客製化，可有效應用在許多領域像是航天產業或醫療相關產業。

## 歷史

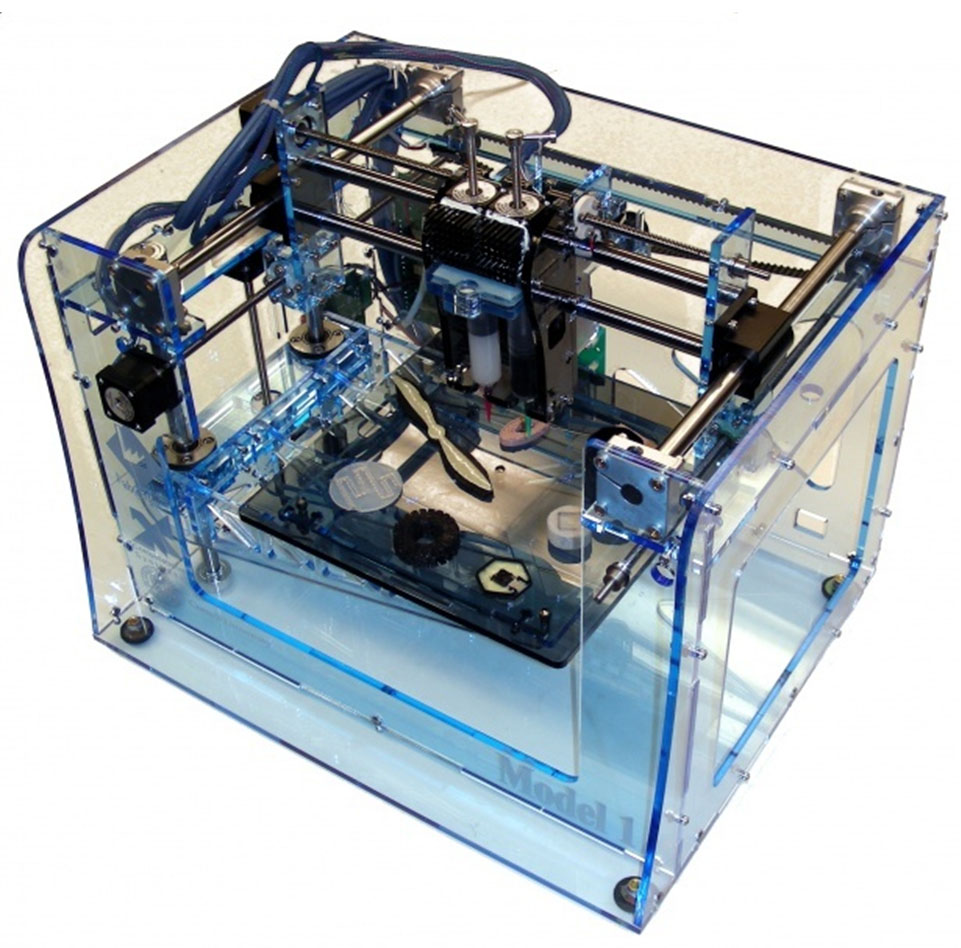
227×227px

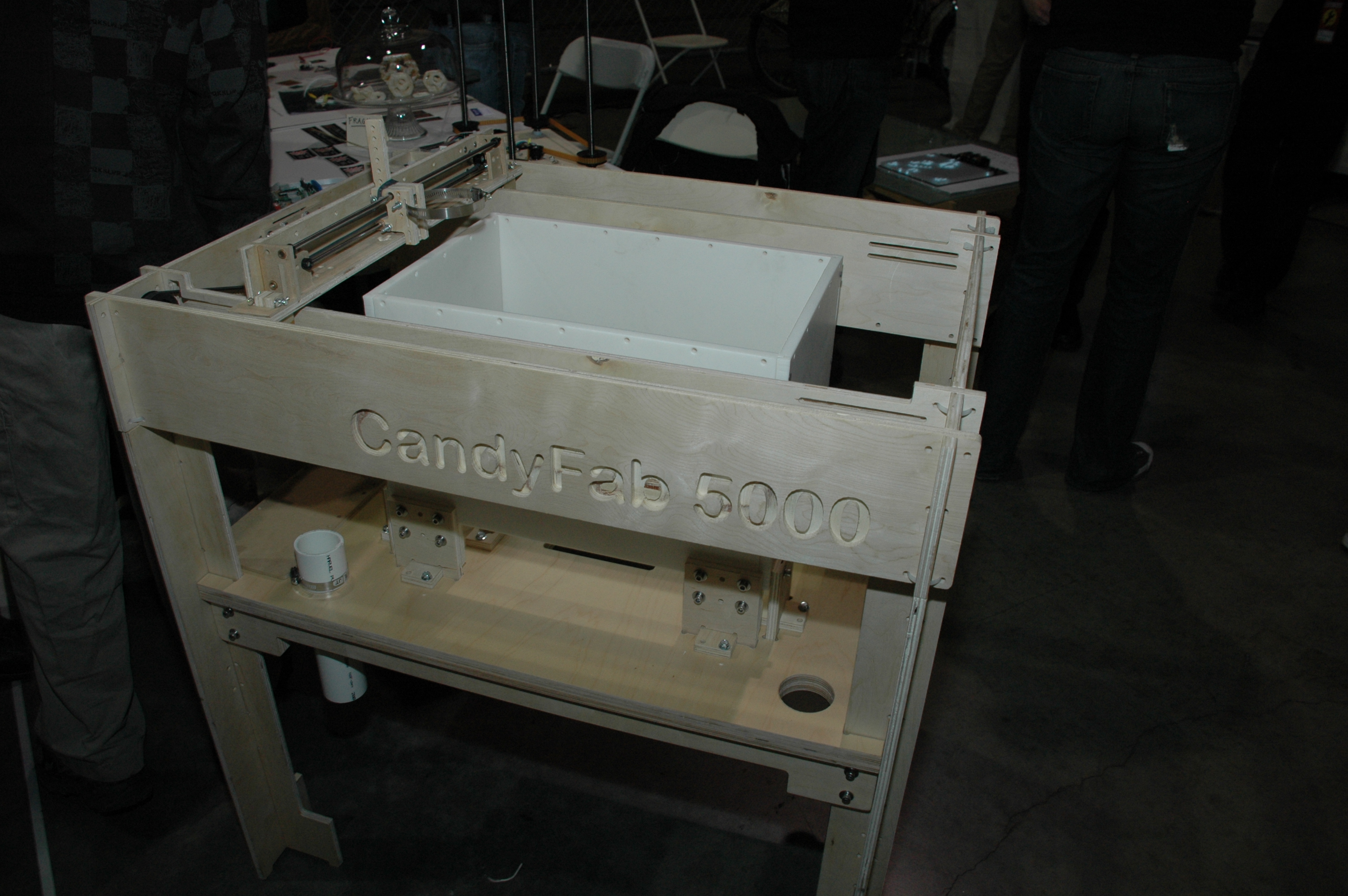
225×225px

| 時間      | 團體                            | 內容 |
| --------- | ------------------------------- | --- |
| 2006      | 康乃爾大學                      | 由一群學生創造出的Fab@Home是第一台用於列印食物原料的3D列印機，可以印出像是巧克力、餅乾麵團、起司等食物。 |
| 2006-2009 | Evil Mad Scientist Laboratories | CandyFab可以利用熱空氣選擇性地融化並融合糖顆粒，列印出大量的糖雕。                                       |
| 2012      | Choc Edge                       | Choc Edge是第一台商業性的3D巧克力列印機。                                                                |
| 2012-2015 | biozoon GmbH                    | PERFORMANCE是一個關注於年長者食物的計畫，希望可以列印出易咬易吞的食物。                                  |
| 2013      | Modern Meadow                   | 第一次利用生物列印機印出人造肉。                                                                         |
| 2014      | 3D System & Hershey’s           | 用牛奶、黑白巧克力列印出各種大小形狀的巧克力列印機。                                                     |
| 2014      | Nature Machines                 | Foodini是一個商業用的列印機，不僅可以列出廣泛的食材，也配備應用程式讓使用者遠端地完成食物設計。          |
| 2015      | TNO & Barilla                   | 義大利麵影印機及年度的最佳義大利麵設計比賽。                                                             |
| 2018      | Novameat                        | 列印出第一個不含肉但有肉口感的蔬菜排。                                                                   |

## 原理介紹
會影響到食物列印結果之精細度的原因主要有三個面向：材料/成分(黏滯度,粉末粒徑)、加工參數(噴嘴孔徑,列印速度,列印範圍大小)與列印後加工方式(烘烤,微波,油炸)

### 材料與成分

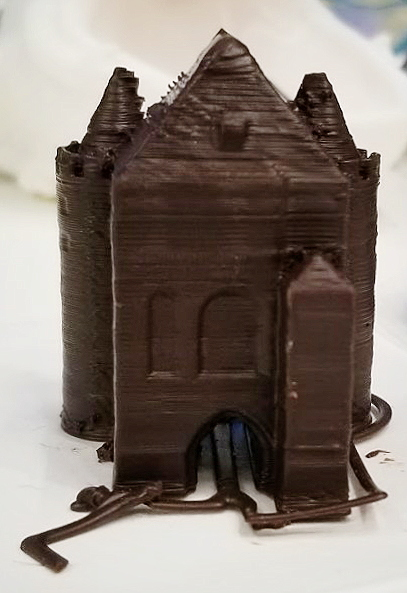
3D列印巧克力

可以列印的食物種類受限於目前的列印技術 ，以下列印技術的段落將簡介幾種列印技術：

#### 適用擠出成形法的材料
常見可用於擠出成型的材料都需要有一個足夠柔軟的狀態讓他可以從列印噴頭中擠出，接著有足夠的黏度讓他可以維持形狀 ，有時甚至會加入一些粉末成分(如：蛋白質、糖等)來增加黏性，例如：將麵粉與水混合後做出可以用於列印的麵糊 。
具有適當柔軟特性的材料包括：
- 菜泥（页面存档备份，存于）
- 果凍
- 糖霜
- 起士
- 馬鈴薯泥

部分固體成分可以經由加熱融化後即可由噴頭擠出，例如：巧克力

#### 適用於選擇性雷射燒結法與黏結劑噴射成型法的材料
粉末材料包括：
- 糖
- 巧克力粉
- 蛋白質粉

膠狀墨水材料通常具有較低的黏度，用來填滿表面，常見包括：
- 醬料(披薩醬,辣醬,芥末醬,番茄醬等)
- 食用有色墨水

### 列印技術

#### 擠出成型列印
儘管目前擠出成型列印有多種方式，它們的概念其實是相同的。食物原料由一個電腦控制並可以在三維度做出移動的噴頭擠出，擠出方式可以是利用氣體壓力或擠壓，同時噴頭種類也可以隨著不同種類的食物原料或列印速度做更換 (通常孔徑越小的噴頭列印時間越長)。列印時，噴頭沿著三個軸向移動來印出該食物。一些列印的食物需要經由後續加工步驟例如：烘烤、油炸後才能食用。
擠出成形的列印機因為相對於他所能用的多種列印原料，通常較小台且維護成本較低，適合被買來家用。但另一方面，因為它使用的材料通常都相當柔軟，在列印複雜的食物結構時會較為困難，而且較長的製作時間以及因後來加工的烘烤或油炸引起之溫度變化所造成的型狀改變，都是目前尚需要更多研究來克服的問題。

#### 加熱融化與室溫製作
在加熱融化擠出的方法中，擠出噴頭會將食物原料加熱到略高於其融點的溫度，接著溶化後的食物原料會被從噴頭擠出，然後沒多久後降溫凝固，食物如巧克力就因為其加熱融化且冷卻後能快速凝固的特性很適合使用這個方法。
其他有些食物原料並不需要被加熱就可以用來列印，例如：果凍、糖霜、菜泥以及其他黏滯度相當的食物原料，都可以直接在常溫被用於列印，不需要額外的事先加熱。

#### 選擇性雷射燒結

選擇性雷射燒結法示意圖

在選擇性雷射燒結法（页面存档备份，存于）中，粉末狀的食物原料被加熱並黏結成為一個固體結構，整個過程中經由鋪上一整層的粉末狀原料，接著以雷射作為熱源選擇性的加熱某些需要成型的區域，使該區的粉末黏結成一體，完成一層，然後再次鋪上一層粉末，再次以雷射加熱選定區域使他們彼此黏結同時也與前一層結構黏結，重複動作一層一層垂直向上疊加直到整個作品完成為止。完成後，未黏結的材料可以回收之後再作使用。
選擇性雷射燒結法擁有製作複雜結構以及不同食物質地的能力，不過它被受限於能使用的原料種類只能是粉末原料，因為這個限制，選擇性雷射燒結法目前主要被用於糖果的製作。

#### 黏結劑噴射成型法

黏結劑噴射成型法示意圖

與選擇性雷射燒結法相似，黏結劑噴射成型法一樣使用粉末狀食物原料來一層一層的製作成品，不同的是它使用液體黏結劑取代加熱來使原料黏結。在一層設定區域的粉末黏結後，鋪上另一層新的粉末並成重複在特定區域噴上黏結劑來使粉末彼此以及與前一層黏結，不斷重複動作直到該作品完成。
與選擇性雷射燒結法一樣，黏結劑噴射成型法擁有製作複雜結構以及不同食物質地的能力，不過它被受限於能使用的原料種類只能是粉末原料

#### 噴墨列印
噴墨列印法被用於表面填充或圖像裝飾 。可食用的食物墨水利用重力滴落在食物表面，特別像是餅乾、蛋糕或糖果等食物，這個過程中噴頭並沒有接觸到食物，因此可以避免食物在加工過程中受到汙染，此外墨水的顏色非常多元，使用者可以自己創造獨特的圖像。噴墨列印法的一個問題是墨水和食物的不相容性可能會導致沒有圖像形成或圖像失真。
噴墨列印機可以買來用於商業或居家用途，工業級的機器則可用於批量生產。

#### 多重噴頭與多重原料
在多重噴頭與多重原料列印（页面存档备份，存于）中，多種原料在同時或者交替被列印.，有很多種方式可以達成這種列印法。在一部分的方法中，多個不同的噴頭被用來印不同的材料，這種方式可以加快生產速度也可以產生更多有趣的設計，另外也有一部分的方法只有一個噴頭，但在需要列印出不同材料時，機器會更換列印材料。多重原料列印不僅讓可使用的餐點範圍更廣，也讓營養種類更廣，目前在食物列印機的使用上非常普遍。

### 後續加工
在後續加工的階段中，列印出來的食物在食用之前可能會需要更進一步的處理例如：烘烤、油炸、清洗等，因為食品安全非常重要，此步驟可以說是列印食物的關鍵步驟。在此步驟需要面對的問題是成品可能因為一系列的處理而導致變形，目前用反覆試驗的方式加入食品添加劑以及部分食物原料來盡可能維持成品外型。幾種食品添加劑像是轉谷氨酰胺酶 （页面存档备份，存于） （页面存档备份，存于） 與水膠體 （页面存档备份，存于） （页面存档备份，存于） 已經被用於添加來使列印的食物保持其外型。
此外，近年研究發表了一種視覺模擬方式（页面存档备份，存于），可用於烤麵包、餅乾、派或其他以麵粉與奶油作為原料之相似物(水、麵粉、蛋、脂肪、糖與膨鬆劑之混合物)，藉由調整模擬時的參數，它可以顯示出在烘烤時會對該食物造成的改變效果。隨著更多的研究與開發，3D列印食物烹煮後的視覺模擬將可能在未來被用於預測食物的變形狀況。

## 應用

### 營養
3D列印食物被人為可以用以預防疾病，藉由放入特定的原料，如定量的蛋白質、醣類、維他命、礦物質等，來達到人體所需要的營養成分。另外，3D列印也可以列印出較軟、易吞嚥又兼具美觀的食物，這可以應用在老年人的營養，能增加老年人對食物攝取的慾望，藉此攝取到足夠的營養。而在2019年十月，Nourished 3D公司也用28種不同的維生素並根據個人需求列印出了客製化的營養軟糖。

### 解決糧食問題
隨著人口的成長，專家認為未來糧食供應將出現問題，而3D列印的食物或許能夠解決此項問題—食用昆蟲。因為飼養昆蟲相較於其他的家畜，如牛、豬、雞等，在產生同等的蛋白質下所需的水和飼料都較少，若將昆蟲磨成粉末，透過3D食物列印製成膠囊，或許能解決未來糧食不足的問題。

### 太空探索
一直以來人們總在努力的探索太空，而在太空中不可避免的要攝取足夠的養分。近來NASA正在努力整合3D食物列印到太空食物，目前冷凍乾燥的食品在太空中能存放5年，而若3D食物列印能成功，將能存放30年之久。另外同樣能增加食物的美觀，藉此讓飛行員有較好的身心狀態。

### 肉類印製
畜牧業是造成現今林木破壞、土地退化、水汙染和荒漠化的重要原因之一，也因此肉類食物的列印也被視日前發展的方向之一。目前其中一種方式是透過「培植肉」(Cultured meat)，也就是從動物身上提取肌衛星細胞(myosatellite cells)並加入生長血清讓細胞繁殖，能在實驗室培養作為3D列印肉品的原料，後續在肉品中加入一些調味劑、維他命及鐵等等，來模擬真正的肉品。

### 創意食物
針對個人化的食物外觀和擺盤是現今食物產業的一大趨勢，以往通常是透過手工製作，但是手工做成的時間和金錢成本都比較高，而且有些過於複雜的設計也無法透過手工來完成。而透過3D食物列印能夠讓人們在家中即能列印出個人化的食品，其複雜成的也能大幅提升，像是品牌商標、文字、簽名、圖片等都可以列印在一些食品上面。目前主要透過糖類印製一些複雜幾何圖案等作為創意料理，另外也可以透過這些精巧的創意食物吸引幼童食用。

### 減少食物浪費
目前每年約有1/3製作出來食物(約16億噸)會被浪費掉，而3D食物列印可以再利用碎肉、壓壞的蔬果、海鮮副食品等，列印出食物以減少食物的浪費。目前荷蘭的公司Upprinting Food即是透過利用不同的廢棄食物作成醬汁，再以這些醬汁作為原料，透過3D列印製成其他菜餚。

## 挑戰
隨著近年3D列印的普及，目前應用在3D食物列印正在蓬勃發展，是一項有前景的產業，其少量而能多樣且客製化的特質是一個很大的優勢。但同時3D食物列印也面臨許多挑戰，包括一些技術層面上的挑戰，以及效率和普及度的問題。

### 結構
3D食物列印受到製作過程的影響，其能夠使用的原料十分受限，目前都是用較微柔軟的材料作為列印時的原料，這使的列印出來的食物結構十分脆弱。目前科學家們正在努力克服這個問題，希望藉由材料的流變特性能突破3D食物穩定性的問題。

### 設計
因為3D食物列印可能要涉及到運用許多原料，其軟體的設計很複雜，因此目前尚未有一個良好的軟體。另外若要將3D食物列印普及，其軟體的介面設計也需要兼具簡單明瞭和實用性，以便能讓所有的使用者簡單使用，製作個人化的食物。

### 速度
目前的3D食物列印速度不快，若要大量印製食物需要耗費很多時間，越複雜的設計所需要的時間越長。而印製的速度與原料的流體性質有關，如果為了要提高效率而加快速度，會造成印出來的產品有拖曳的現象，與原本設計的樣貌不同。

### 安全
食品安全是3D食物列印的另一個挑戰，因為在印製的過程中，有可能會因為一些原因而導致機器卡住、堵塞，可能會導致細菌的孳生，因此設計食物與其列印時間都需要良好管控。